# 苏涅尔一世 (巴塞罗那)
苏涅尔（約890年—950年10月15日），巴塞隆納伯爵、奧索納伯爵及赫羅納伯爵（911年—947年）。
苏涅尔是巴塞隆納、奧索納、赫羅納伯爵维尔弗雷多一世的兒子與前任巴塞隆納伯爵维尔弗雷多二世（或稱為博雷利一世）的弟弟。897年父親维尔弗雷多一世死後，他與兄長维尔弗雷多二世一起在統治巴塞隆納伯國。直到他的维尔弗雷多二世於911年去世，他才單獨統治。

## 生平
然而，在他的叔叔貝薩盧伯爵拉杜爾夫一世於913年或920年逝世後，苏涅尔和他的兄長塞爾達尼亞伯爵米羅二世就貝薩盧伯國的繼承權發生衝突。作為完全放棄對巴塞隆納伯國的繼承權的交換，苏涅尔放棄對貝薩盧伯國的統治權。
苏涅尔在國內政治方面做出重要努力，通過給予教會更多的土地和收入來保護教會並加強其機構。他還繼續鼓勵奧索納縣的人口重建。
他放棄了前任採取的防禦姿態，積極與南方的摩爾人國家作戰。戰斗在萊里達和塔拉戈納進行。與此同時，他設法與科爾多瓦保持外交關係，科爾多瓦越來越失去對其北部省份的控制。912 年，威斯卡和萊里達的瓦利穆罕默德·塔維爾在塔雷加山谷襲擊並摧毀苏涅尔領導的巴塞隆納軍隊。然而，苏涅尔在914年的反擊成功地將他們擊退並導致穆罕默德·塔維爾死亡。隨後，他在佩內德斯伯國重新填充居民，該伯國曾是法蘭克帝國和穆斯林帝國之間多次衝突的發生地，以及奧萊多拉。
從936年到937年，苏涅尔領導一場對抗穆斯林的遠征。由於這次成功的戰爭，許多敵軍被殺，包括華倫西亞的卡迪。摩爾人暫時放棄塔拉戈納（成為無人區），而托爾托薩則被迫向伯爵進貢。然而，這一收穫是短暫的，因為阿卜杜拉赫曼三世於940年向巴塞隆納派遣使節和一支艦隊，迫使苏涅尔結成一個屈從的聯盟，並放棄他與潘普洛納國王加西亞·桑切斯一世達成的婚姻契約，後者將迎娶（或已經結婚）苏涅尔的女兒。
947年，苏涅尔隱退到修道院生活，並將他的領地讓給他的兒子：米羅一世和博雷利二世統治。苏涅尔於950年在拉格拉斯的拉格拉斯修道院（在孔夫朗內）去世。 

## 家庭
苏涅尔無疑在917年結婚，後來與妻子圖盧茲的里希爾達（推測她是魯埃格伯爵的女兒）一起出現，亦因此將她的名字引入家族。他們共有四名兒子和一名女兒：埃爾蒙戈爾、米羅、博雷利二世、阿德萊德（亦稱為博納菲拉）及维尔弗雷多。長子埃爾蒙戈爾在他父親統治期間統治著奧索納伯國，他於939年8月21日至943年期間在巴爾塔加附近的一場戰鬥中陣亡，可能是與匈牙利人入侵的戰事中。 